# Mission (Texas)
Mission je město nacházející se převážně v okresu Hidalgo County ve státě Texas ve Spojených státech amerických. Na východě sousedí s městem McAllen, největším městem v okrese Hidalgo. Na severu sousedí s městem Palmhurst a na západě s městem Palmview. Na jižní hranici města se nachází státní hranice USA s Mexikem a mexické město Reynosa. Mission se zároveň nachází asi 30 kilometrů od texaského Edinburgu. 
K roku 2022 zde žilo 86 635 obyvatel. S celkovou rozlohou 94 km² byla hustota zalidnění 921 obyvatel na km². Necelých 90 % všech obyvatel tvořili v roce 2020 Američané hispánského a latinskoamerického původu. Město je partnerským městem řady mexických měst, například města Puerto Vallarta či Autlán. 